# Lijst van beelden in Harderwijk
Dit is een (onvolledige) chronologische lijst van beelden in Harderwijk. Onder een beeld wordt hier verstaan elk driedimensionaal kunstwerk in de openbare ruimte van de Nederlandse gemeente Harderwijk, waarbij beeld wordt gebruikt als verzamelbegrip voor sculpturen, standbeelden, installaties, gedenktekens en overige beeldhouwwerken.
Voor een volledig overzicht van de beschikbare afbeeldingen zie: Beelden in Harderwijk op Wikimedia Commons.
| Geplaatst | Omschrijving                                                                     | Kunstenaar                           | Straat                                                           | Plaats     | Materiaal           | Afbeelding |
| --------- | -------------------------------------------------------------------------------- | ------------------------------------ | ---------------------------------------------------------------- | ---------- | ------------------- | ---------- |
| 1869      | Borstbeeld van Carolus Linnaeus                                                  | Petrus Cornelius De Preter           | Academiestraat                                                   | Harderwijk | steen               |            |
| 1872      | Weeskinderen                                                                     | onbekend                             | Burgerweeshuis, Kerkplein 3                                      | Harderwijk |                     |            |
| 1950      | Het verzetsmonument                                                              | Nicolaas van der Kreek               | Plantagepark                                                     | Harderwijk | Frans kalkzandsteen |            |
| 1962      | Het paard of De droom                                                            | Jan de Baat                          | Badweg (Nassau Veluwe College)                                   | Harderwijk | brons               |            |
| 1970      | Vloedstenen jaren 1570, 1825 en 1916 bij renovatie van de Smeepoort ingemetseld. |                                      | Smeepoortstraat                                                  | Harderwijk |                     |            |
| 1974      | Sportende figuren                                                                | Ubbo Scheffer                        | Zuiderzeefietspad                                                | Harderwijk | Cortenstaal         |            |
| 1974      | Touwtjespringend meisje                                                          | Ubbo Scheffer                        | Zuiderzeefietspad                                                | Harderwijk | Cortenstaal + hout  |            |
| 1974      | Een jongen en een meisje                                                         | Ubbo Scheffer                        | Zuiderzeefietspad                                                | Harderwijk | Cortenstaal + hout  |            |
| 1975      | Vissersvrouw met kind                                                            | Gerry van der Velden                 | Havendam                                                         | Harderwijk | kalkzandsteen       |            |
| 1976      | Kindergroep en kleutertje                                                        | Ubbo Scheffer                        | Bosboom-Toussaintstraat/Guido Gezellelaan                        | Harderwijk | Cortenstaal + hout  |            |
| 1979      | Balans                                                                           | Kees Verkade                         | Parkweg                                                          | Harderwijk | brons               |            |
| 1986      | Surfzeilen                                                                       | Ad Kramer i.s.m. leerling metselaars | Boulevard                                                        | Harderwijk | baksteen            |            |
| 1986      | Vrouwtje met vissen                                                              | Peter Petersen (1947)                | Wethouder Jansenlaan (voor de ingang van ziekenhuis St. Jansdal) | Harderwijk | brons               |            |
| 1987      | Lelie                                                                            | Hans Koetsier                        | Wethouder Jansenlaan (voor de ingang van ziekenhuis St. Jansdal) | Harderwijk | beton               |            |
| 1990      | Stemvork                                                                         | Jan de Kort                          | Hoofdweg (Catharinakerk)                                         | Harderwijk | steen               |            |
| 1992      | Struisen                                                                         | Barbara De Clercq                    | Muntplein                                                        | Harderwijk | brons               |            |
| 1993      | De wandelaar                                                                     | Peter Erftemeijer                    | Zeestraat/Laan 1940-1945                                         | Harderwijk | brons               |            |
| 1995      | Levensbron                                                                       | Piet Slegers                         | Deventerweg/Nasaulaan                                            | Harderwijk |                     |            |
| 1996      | De verzonken stad                                                                | Adam Colton                          | Veluwemeer                                                       | Harderwijk | graniet             |            |
| 1998      | Wolken op het plein                                                              | Ton Kalle                            | Albert Verweyplein                                               | Harderwijk | graniet             |            |
| 1999      | fronton weeskinderen                                                             | onbekend                             | Korte Kerkstraat                                                 | Harderwijk |                     |            |
| 2000      | De vergeten sokkel                                                               |                                      | Westeinde/Stationslaan                                           | Harderwijk |                     |            |
| 2002      | Harderwijk legs                                                                  | Thomas Housago                       | Stationslaan/Verkeersweg                                         | Harderwijk | brons               |            |
| 2003      | Hond                                                                             | Tom Claassen                         | Stille Wei/Vischmarkt (per 2009)                                 | Harderwijk | brons               |            |
| 2005      | Zuiderzeegezicht                                                                 | Hans Mes                             | Scheepssingel                                                    | Harderwijk | brons               |            |
| 2005      | Auf dem weg                                                                      | Hubertus von der Goltz               | A28                                                              | Harderwijk | staal               |            |
| 2006      | De Cycloïden                                                                     | Jan Hein Daniëls & Marcel van Vuuren | Tonselrotonde                                                    | Harderwijk | LED verlichting     |            |
| 2007      | De zwanen                                                                        | Evert den Hartog                     | Triasplein                                                       | Harderwijk | brons               |            |
| 2007      | Duiven van St. Jansdal                                                           | Maree Blok en Bas Lugthart           | Westende/Westermeenweg rotonde (o.a.)                            | Harderwijk | brons               |            |
| 2008      | Muurschildering Vissers                                                          | Toon van Gelder/Hein van Houten      | Keizerstraat                                                     | Harderwijk |                     |            |
| 2008      | Plaquette ter herinnering aan de zeevaarders die niet terugkeerden vanuit zee.   | Arend Kleinpaste                     | Havendam                                                         | Harderwijk | brons               |            |
| 2009      | Stientje                                                                         | AARTBY                               | Zuidezeeweg/Molenweg rotonde                                     | Hierden    |                     |            |
| 2012      | Monument omgekomen vliegers                                                      | Arend Kleinpaste                     | Zeepad, in het water Wolderwijd                                  | Harderwijk | cortenstaal         |            |
| 2012      | Cascade                                                                          | Job Koelewijn                        | Vischmarkt                                                       | Harderwijk | epoxy               |            |
| 2013      | Hanzebaken                                                                       | Marte Röling                         | Zeepad Strandeiland                                              | Harderwijk |                     |            |
| 2015      | Leeuw                                                                            | Patrick Visser                       | Hortuspark                                                       | Harderwijk | schroot             |            |
| 2021      | De kus, een van twaalf beelden rond het thema Pension Harderwijk                 | Natasja Bennink                      | Diverse plekken in de binnenstad                                 | Harderwijk | brons               |            |
| onbekend  | Plaquette op de Grote Kerk                                                       | onbekend                             | Kerkplein                                                        | Harderwijk |                     |            |
| onbekend  | Gevelsteen met jaartal 1839                                                      | onbekend                             |                                                                  | Harderwijk |                     |            |
| onbekend  | Gevelsteen Zeilboot                                                              | onbekend                             | Smeepoortenbrink                                                 | Harderwijk |                     |            |
| onbekend  | Gevelsteen                                                                       | onbekend                             |                                                                  | Harderwijk |                     |            |
| onbekend  | onbekend                                                                         | onbekend                             | Blokhuissteeg                                                    | Harderwijk |                     |            |